# Дорогов Сергій Іванович
Сергій Іванович Дорогов (нар.. 12 вересня 1959, Щучинськ, Казахська РСР, СРСР) — радянський і російський актор театру та кіно.

## Біографія
Сергій Дорогов народився в місті Щучинськ Акмолинської області (Казахська РСР). З 1966 по 1976 роки навчався в середній школі № 14 міста Рудного Кустанайської області.
Після закінчення школи служив в армії в ракетних військах і приїхав до Москви, де намагався вступати до театральних вузів. Не вступивши, влаштувався працювати на будівництві коперовщиком — працював на будівельних машинах для забивання паль в котлован при закладці фундаменту. Під час інтерв'ю кореспонденту газети «Східний округ» Сергій Дорогов згадував: «Ми будували дуже багато об'єктів по всій Москві — і в центрі, і на околицях, і платили за таку роботу дуже добре. Пам'ятаю, коли через декілька років я закінчив інститут і прийшов служити до театру, то отримував у декілька разів менше, ніж на будівництві».
З 1983 по 1987 роки Спргій Дорогов навчався у Воронезькому державному інституті мистецтв на курсі Н. В. Дубинського) за спеціальністю «Актор театру і кіно».

### Кар'єра
- з 1981 по 1983 рік — Народний театр ДК ЗІЛ
- з 1988 по 1990 рік — актор Воронезького молодіжного театру
- з 1990 по 2005 рік — актор театру «Сатирикон» імені Аркадія Райкіна, також знімався у фотосесіях для реклами мережі магазинів «Scarlett»
- з 2005 по 2007 рік — актор театру Сатири

### Особисте життя
Одружений (дружина Тетяна, з якою він розписався у 2002 році). З майбутньою дружиною познайомився, коли прийшов працювати до театру «Сатирикон», де працювала і Тетяна — художником-гримером.
Має доньку Анну. Донька навчається на факультеті журналістики і працює на телеканалі «Росія-24» (художником-гримером, як і мати).

## Вистави
- Антреприза «Сказ про Федота стрільця» (2007)
- Мініатюра «Забули Ви»
- «Переполох в голубнику» (2007) — Альбен — прима травесті-шоу, подруга Жоржа (Співдружність акторів Таганки)
- «Нам все ще смішно» — Чаплін («театр Сатири»)
- «Екстремадурські вбивці» (2003) — Адель (театр «Сатирикон»)
- «Гамлет» — один з свити (театр «Сатирикон»)
- «Чудовий рогоносець» — чоловік Флоренс (театр «Сатирикон»)
- «Шантеклер» (2001) — метелик
- «Слуги й сніг» — Грюндих, судовий виконавець
- «Сірано де Бержерак» (1992) — Ле-Бре (театр «Сатирикон»)
- «Уявний хворий» — батько Диафуарус (театр «Сатирикон»)
- «Лев Гурич Синичкін» — Синиця (Воронезький молодіжний театр)
- «Мистецтво лову кролика» — Ігор (Серпуховський музично-драматичний театр)
- «Шість кадрів шоу» — (ТелеТеатр)
- «Любити по-російськи»

## Фільмографія
- 1982 — Червоні дзвони. Фільм 2. Я бачив народження нового світу — червоноармієць (немає в титрах)
- 1982 —  Покровські ворота —  пацієнт лікарні (немає в титрах)
- 1982 — Кешка і маг
- 1993 — Рипкіна любов —  Директор
- 1997 —  Дружок
- 1998 —  Смачного
- 1998 — Твір до Дня Перемоги —  бармен
- 2000 — Марш Турецького, серія «Секретна співробітниця» — Антон Плетньов
- 2001 —  Шукачі —  ветеринар (4, 11 і 13 серії)
- 2002 — Чоловіча робота 2
- 2003 — Росіяни амазонки 2 —  Льоха
- 2003 —  Невідкладна допомога —  ветеринар Петро
- 2003 — Повернення Мухтара, серія «Приватні детективи»
- 2004 — На розі, у Патріарших 4 —  Смоляков
- 2004 —  Сліпий (Ліквідатор) —  Інокентій Слєпнєв
- 2004 — Віола Тараканова. У світі злочинних пристрастей, серія «Чорт з табакерки» —  Микита Соловйов
- 2004 —  Далекобійники 2, серія «Боротьба за виживання» — капітан Єрьомін
- 2006 —  Кадетство —  батько Вероніки, першої дівчини Перепечко, китаєзнавець
- 2006 —  Виклик, серія «І раб, і цар» —  Єрмаков, мер міста
- 2006 — Великі дівчинки, серія 4 «Весілля дочки» —  Федір
- 2006 — Формула Зеро —  директор НДІ
- 2006 — Російський переклад — полковник у міністерстві оборони
- 2006 — Хто в домі господар?, Серія 90 «Тяжкий хліб моделей» —  Ігор
- 2006 —  Кінець світу —  слідчий
- 2007 — Татусеві доньки —  пацієнт Васнецова; бард
- 2007 — Кохання-зітхання —  слідчий Груздєв
- 2007 — Агентство Алібі —  клієнт
- 2007 — Аеропорт 2, серія «Слова і вчинки» —  Толя Веселкін
- 2007 — Повернення Турецького —  слідчий Антон Плетньов
- 2008 — Кінець 6-го розділу —  вчитель літератури
- 2008 — Моя улюблена відьма, серії «Дивний вечерю» і «Сивина в бороду, біс у ребро» — батько Івана Столєтова
- 2008 — Тариф новорічний —  дружинник
- 2008 —  Крок за кроком —  Андрій, пілот
- 2008 —  Десантний батя —  Рощин, комісар
- 2009 —  Ісаєв —  артист філармонії
- 2009 — Сім дружин одного холостяка (серіал)
- 2009 — Терористка Іванова —  Олег Андрійович Судаков, полковник міліції
- 2010 —  Точка кипіння —  Василь, чоловік Тетяни
- 2011 — Вороніни —  Олег (тато Свєти)
- 2011 — Товариші поліцейські, серія 19 «Ревізор. Інквізитори»- Арсеній Волжанський (лжеполковник Балієв)
- 2012 — Велика ржака —  Алмазов, власник ломбарду
- 2012 — Береги —  Сидорчук
- 2014 — Таємниця чотирьох принцес —  стражник
- 2015 — Де живе Надія? —  Аркадій Петрович Полянчиков

### Телепроєкти
1. Дорога передача — скетч-шоу (2005)
2. 6 кадрів — скетч-шоу (2006—2014)
3. Нереальна історія (2011) — батько Олени Кукушкіної; Леонід Ілліч Брежнєв
4. Навколо сміху — гість (2017)